# Staatssekretariat für Migration

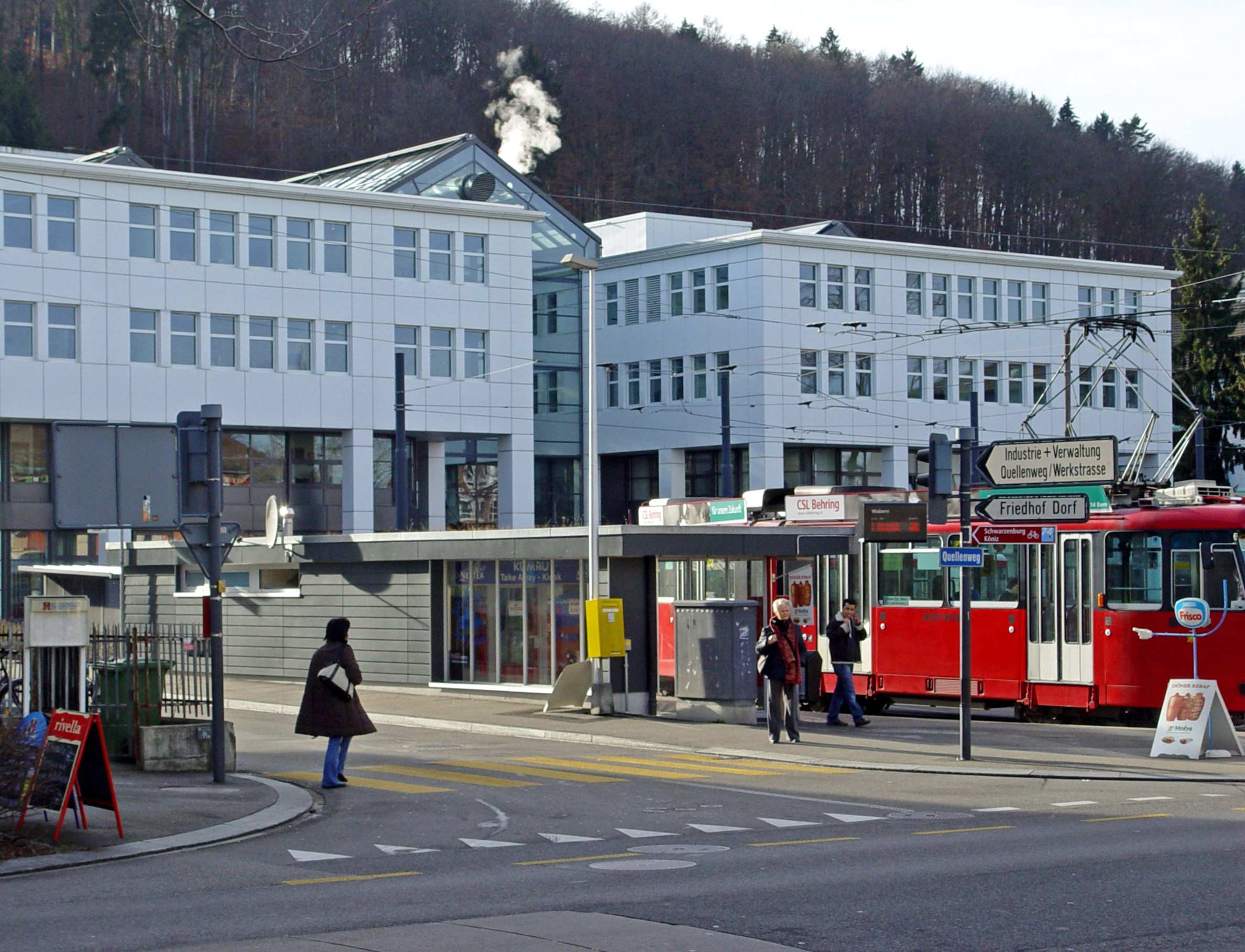
Hauptgebäude des Staatssekretariats für Migration in Wabern

Das Staatssekretariat für Migration SEM (französisch Secrétariat d’Etat aux migrations SEM, italienisch Segreteria di Stato della migrazione SEM) ist eine Bundesbehörde der Schweizerischen Eidgenossenschaft.
Das SEM ist für Angelegenheiten mit Ausländern allgemein (Ausstellung von Einreisevisa, Einreisesperre, Einbürgerung etc.) und für die Anerkennung ausländischer Flüchtlinge (Anerkennung und Widerruf von Asyl) zuständig.
Es ist dem Eidgenössischen Justiz- und Polizeidepartement EJPD unterstellt.
Bis zum 31. Dezember 2014 hiess die Behörde Bundesamt für Migration (BFM).

## Geschichte
Ende 1985 entstand auf Initiative der Bundesrätin Elisabeth Kopp die Stelle eines Delegierten des Bundesrates für das Flüchtlingswesen, um Problemlösungen im Zusammenhang mit der Flüchtlingssituation erstmals institutionell zu unterstützen. 1990 wurde im Rahmen der Asylgesetzrevision daraus das Bundesamt für Flüchtlinge (BFF) entwickelt. Durch die Zusammenlegung des BFF mit dem Bundesamt für Zuwanderung, Integration und Auswanderung (IMES) entstand am 1. Januar 2005 das Bundesamt für Migration (BFM). Per 1. Januar 2015 wurde das BFM in Staatssekretariat für Migration (SEM) umbenannt aufgrund der «wachsenden Bedeutung» und des «umfangreicheren Aufgabenbereiches».

## Organisation
Staatssekretärin war von Anfang 2022 bis Ende 2024 Christine Schraner Burgener. Sie löste Mario Gattiker ab, welcher die Behörde seit November 2011, zunächst interimistisch, geleitet hatte. Seit Anfang 2025 ist Vincenzo Mascioli der Vorsitzende der Behörde.
Gegliedert ist das SEM in eine Stabsabteilung und vier Hauptabteilungen:
- Planung und Ressourcen;
- internationale Zusammenarbeit;
- Zuwanderung und Integration;
- Asyl und Rückkehr.

Das SEM zählt 729 Arbeitsstellen und weist einen jährlichen Aufwand von rund 1'127 Millionen Schweizer Franken aus. Das Staatssekretariat beschäftigt ausserdem Experten und Dolmetscher, welche bei Befragungen übersetzen. Diese werden bei Bedarf eingesetzt und werden für ihre Dienstleistungen nach Aufwand entschädigt.

### Sitz und Aussenstellen
Der Hauptsitz des Staatssekretariats ist in Wabern bei Bern. Des Weiteren werden sechs Empfangs- und Verfahrenszentren (EVZ) für Asylsuchende betrieben, die vorrangig an den Landesgrenzen für die Aufnahme von Asylsuchenden und für eine summarische Befragung zur Reiseroute und zu den Asylgründen sorgen. Seit 2005 werden dort auch Entscheide betreffend Asylgesuch gefällt. Die Empfangs- und Verfahrenszentren stehen in Altstätten, Basel, Bern, Chiasso, Kreuzlingen und Vallorbe. Daneben unterhält das SEM eine Abteilung auf dem Flughafen Zürich und dem Flughafen Genf.

### Zuständigkeit und gesetzliche Grundlagen
Das Staatssekretariat ist zuständig für:
1. Gewährleistung einer von der Schweiz geführten Ausländerpolitik, namentlich:
  - die Zulassung und der Aufenthalt von Ausländern in Erfüllung der völkerrechtlichen Verpflichtungen und unter Berücksichtigung humanitärer Gründe und der Zusammenführung der Familien.
  - die Zulassung ausländischer Arbeitskräfte unter Berücksichtigung der gesamtwirtschaftlichen Interessen, der langfristigen beruflichen und gesellschaftlichen Integrationschancen sowie der wissenschaftlichen und kulturellen Bedürfnisse der Schweiz; (Gesetzesgrundlage: Bundesgesetz über Aufenthalt und Niederlassung der Ausländer).[5]
2. Umsetzung der schweizerischen Asyl- und Flüchtlingspolitik. Das Staatssekretariat für Migration ist zuständig für das gesamte Asylverfahren. Als Untersuchungsbehörde muss es den rechtserheblichen Sachverhalt feststellen. Das Verfahren richtet sich nach dem Asylgesetz[6] und nach dem Bundesgesetz über das Verwaltungsverfahren.[7] Als Grundlage gilt die Konvention vom 4. November 1950 zum Schutze der Menschenrechte und Grundfreiheiten.
3. Schaffung günstiger Rahmenbedingungen für die Integration der in der Schweiz lebenden ausländischen Bevölkerung und für eine ausgeglichene demografische und soziale Entwicklung.

### Asylverfahren
Jedes Asylverfahren wird seitens des SEM als
- «ohne zusätzliche Abklärungen» (schnelle Abwicklung) oder
- «mit zusätzlichen Abklärungen»

eingestuft. Es wird hier zwischen einer materiellen Überprüfung eines Asylgesuches und dem Nichteintreten auf das Asylgesuch unterschieden (Nichteintretensentscheid).
Als zusätzliche Abklärungen gelten: Expertisen und Gutachten, wie Abklärungen betreffend Sozialisierung im jeweiligen Herkunftsland, eine zusätzliche Befragung durch den zuständigen Sachbearbeiter im Hauptsitz Bern-Wabern und Botschaftsanfragen durch Schweizerische Auslandsvertretungen und deren Vertrauenspersonen.
Nach Einreichen eines Asylgesuchs in der Schweiz werden von den Asylsuchenden im EVZ die persönlichen Daten erhoben inkl. Fingerabdrücke und Photographien. Nach einer meist kurzfristigen Aufnahme in dem jeweiligen EVZ werden die Asylsuchenden einem Aufenthaltskanton nach einem zu diesem Zweck eingeführten Verteilungsschlüssel zugewiesen, so dass die Asylsuchenden gleichmässig in der Schweiz verteilt sind. Alle Unterlagen und die weitere Korrespondenz werden in einer der offiziellen Sprachen des jeweiligen Aufenthaltskantons verfasst, welchem die asylsuchende Person zugeteilt wurde.
Im Falle der Ablehnung eines Asylgesuchs kann gegen die entsprechende Verfügung des SEM eine Beschwerde beim Bundesverwaltungsgericht (BVGer) erhoben werden. Dieses ersetzte die Schweizerische Asylrekurskommission (ARK) ab 1. Januar 2007 und übernahm die dort hängigen Verfahren.
Die Behandlungsfristen eines Beschwerdeverfahrens wurden mit der neuen Fassung des Asylgesetzes ab dem 1. Januar 2008 festgelegt; dabei spielt es eine Rolle, ob das Verfahren mit oder ohne zusätzliche Abklärungen behandelt wurde. Beschwerden bei Nichteintretensentscheiden werden prioritär schnell behandelt. Wegen der grossen Zahl von anhängigen Beschwerdeverfahren blieb vorerst fraglich, ob gesetzlich vorgesehene Behandlungsfristen eingehalten werden können. Im Juli 2007 waren 6'462 Fälle beim Bundesverwaltungsgericht anhängig.
Das Staatssekretariat veröffentlicht auf seiner Webseite monatlich Statistiken zum Bestand im Asylwesen.

## Kritik
Ab 2020 wurde vermehrt Kritik laut, dass in den Bundesasylzentren Gewalt gegen Asylsuchende angewendet worden sei. Diese Vorwürfe resultierten im Untersuchungsbericht Oberholzer, in dem Empfehlungen gemacht werden, um die Situation im Sicherheitsbereich zu verbessern.

## Personalbestand ab 2007
| Jahr | Vollzeitstellen |
| ---- | --------------- |
| 2007 | 614             |
| 2008 | 640             |
| 2009 | 720             |
| 2010 | 745             |
| 2011 | 729             |
| 2012 | 748             |
| 2013 | 842             |
| 2014 | 949             |
| 2015 | 951             |
| 2016 | 1'002           |
| 2017 | 1'047           |
| 2018 | 1'037           |
| 2019 | 1'078           |
| 2020 | 1'105           |
| 2021 | 1'080           |
| 2022 | 1'102           |
| 2023 | 1'303           |
| 2024 | 1'431           |